# Suzuki Wagon R
Suzuki Wagon R (w Europie Wagon R+) – samochód osobowy typu kei car wprowadzony na rynek w 1993 roku przez japoński koncern Suzuki.

## Opis modelu
Model Wagon R zaprojektowany został do rekreacyjnego użytku. Jest to jeden z pierwszych samochodów zaprojektowany w stylistyce „tall wagon”, czyli wysokie nadwozie, krótka pokrywa oraz niemal pionowe ściany boczne i tylna; to wszystko ma na celu uzyskanie jak największej przestrzeni wewnątrz pojazdu przy zachowaniu zewnętrznych wymiarów nadwozia zgodnych z klasą samochodów „kei car”. Wysokość pierwszej generacji modelu Wagon R wynosi 1640 mm, ewentualnie 255 mm więcej (170 mm wewnątrz) niż w samochodzie JDM Suzuki Alto sprzedawanym w tym samym czasie (Alto jest tak samo szeroki i długi jak Wagon R).
Wersja Wagon R Wide wprowadzona w roku 1997 odznacza się nieznacznie większymi wymiarami, które przekraczają już normy klasy „kei car”, w modelu tym zastosowano większe silniki o pojemności 1.0 oraz 1.3 litra. Model ten sprzedawany był pod nazwą „Wagon R” na rynku europejskim. Jedynym podobnym samochodem sprzedawanym w Europie było w tym czasie Daihatsu Move.
W roku 1998 wprowadzono na japoński rynek drugą generację modelu Wagon R, następcą dla wersji Wagon R Wide zostaje w roku 1999 wariant Wagon R+ – trafia on na europejski rynek w roku 2000. Otwarta zostaje także produkcja w węgierskim mieście Esztergom oraz w indyjskim Gurgaonie. Suzuki Wagon R+ posiada swojego bliźniaka, Opla Agile wprowadzonego na rynek również latem 2000 roku.
Początek produkcji trzeciej generacji modelu Wagon R nastąpił we wrześniu 2003 roku w Japonii. Generacja ta doczekała się face liftingu we wrześniu 2005 roku.

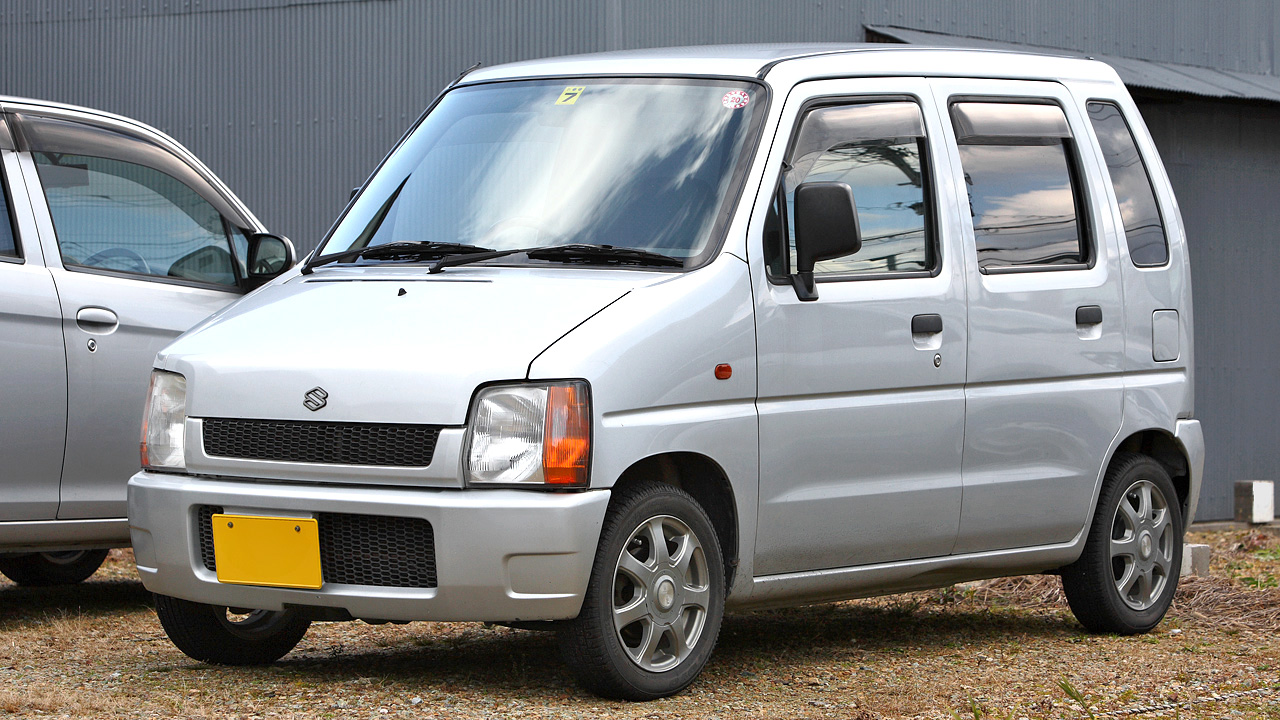
Pierwsza generacja (1993–2006)
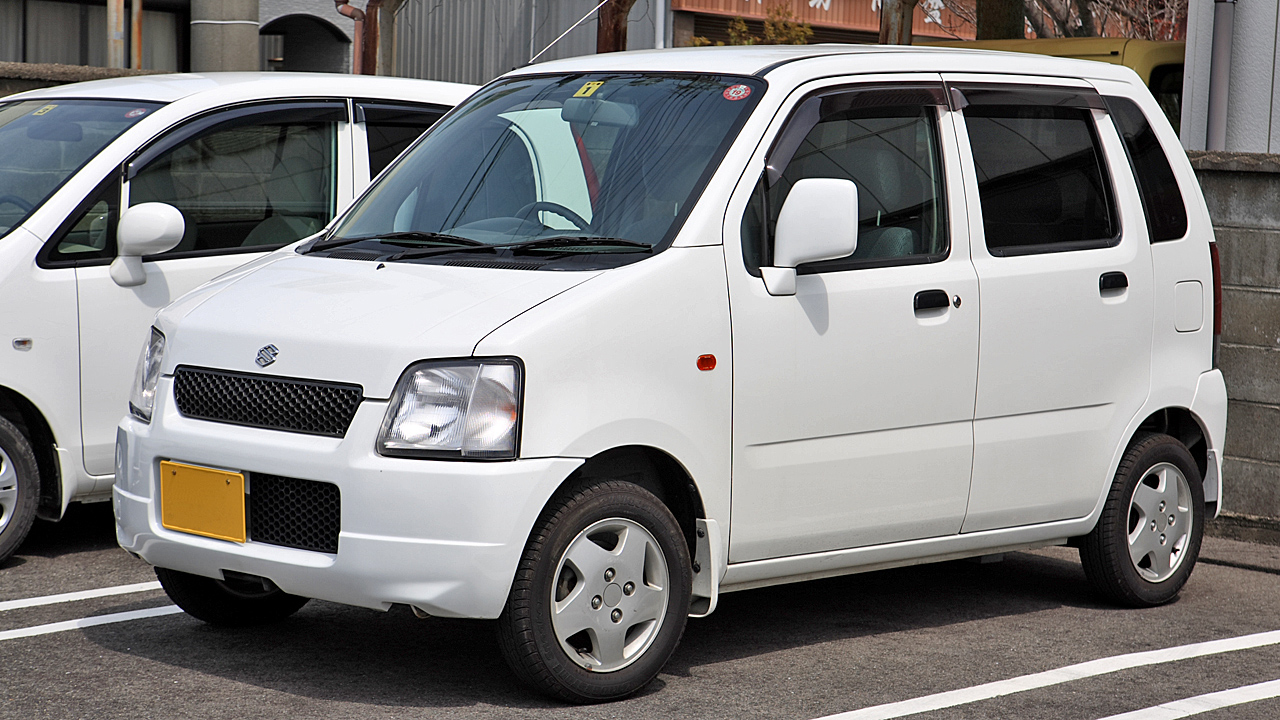
Druga generacja (1998–2010)
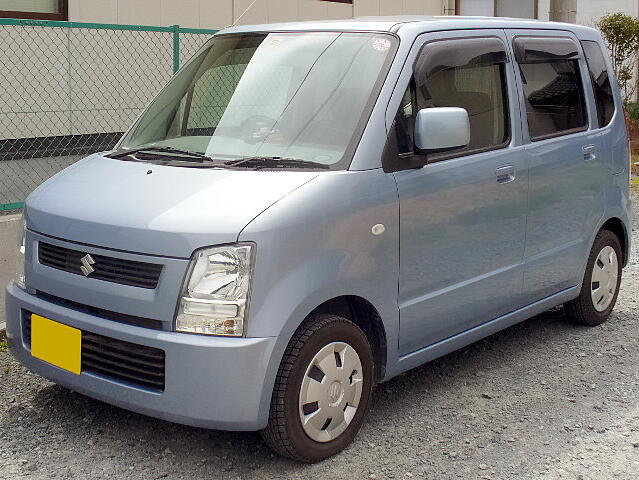
Trzecia generacja (2003–2008)
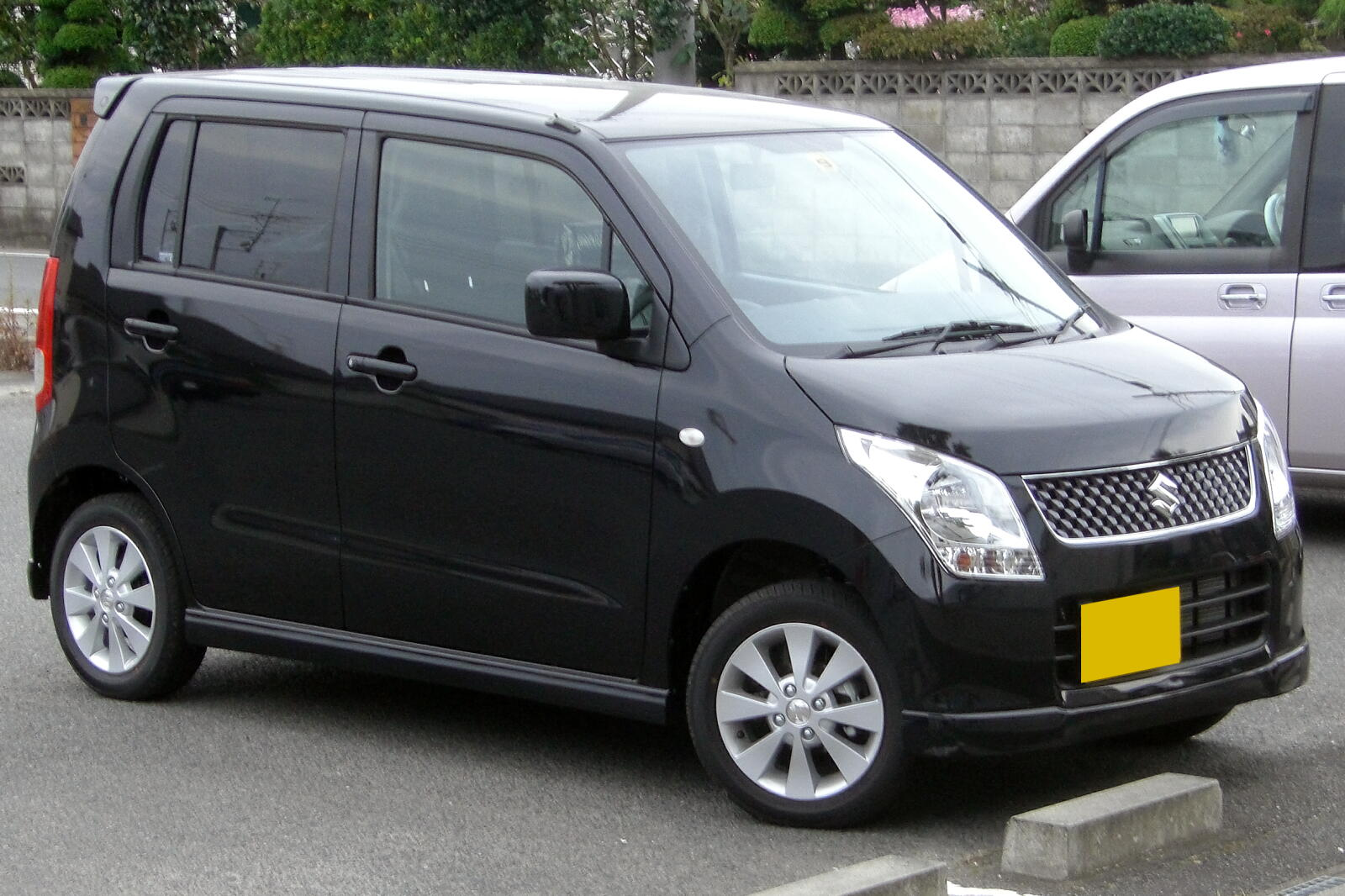
Czwarta, obecna generacja (2008–)
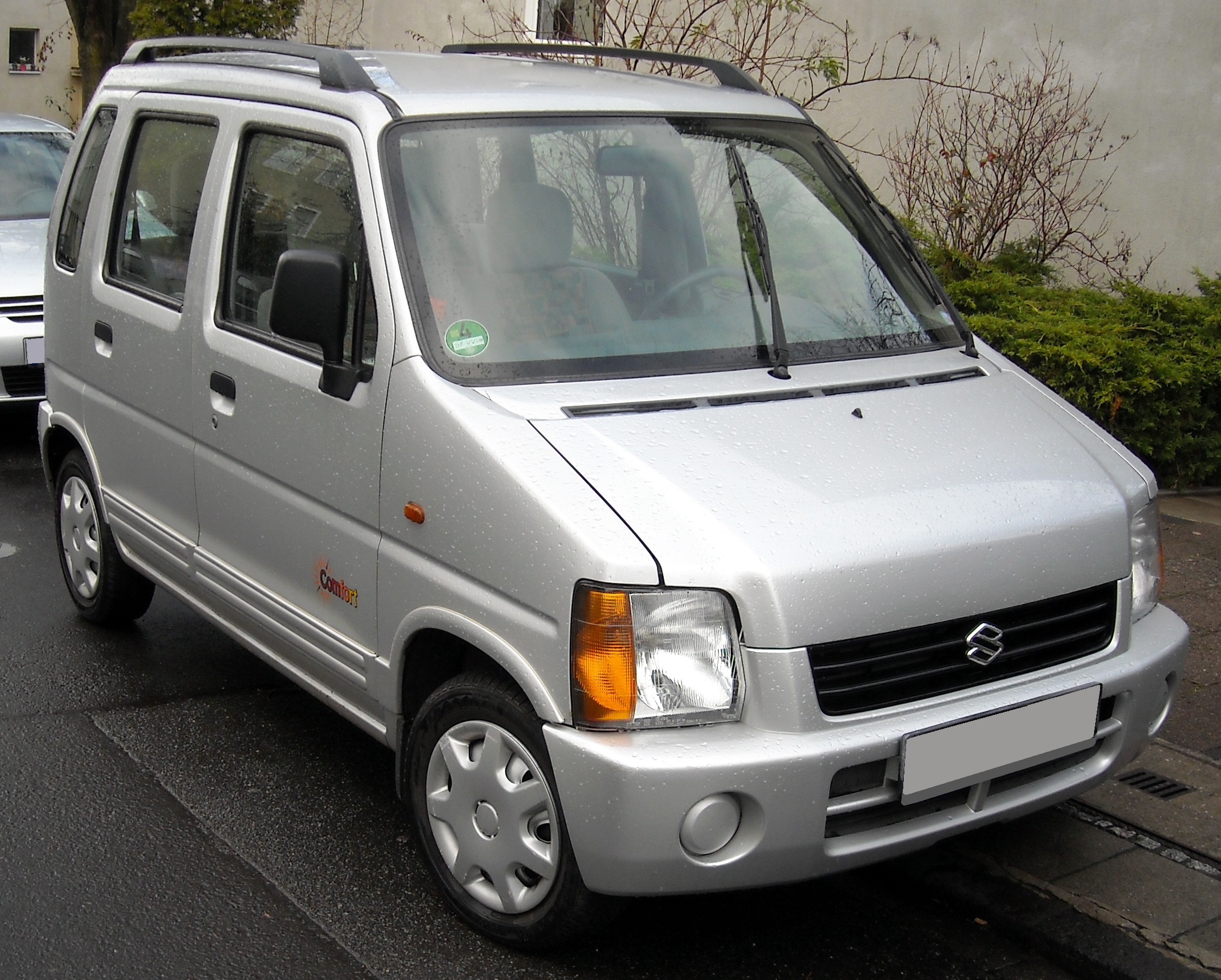
Europejski Suzuki Wagon R+ I
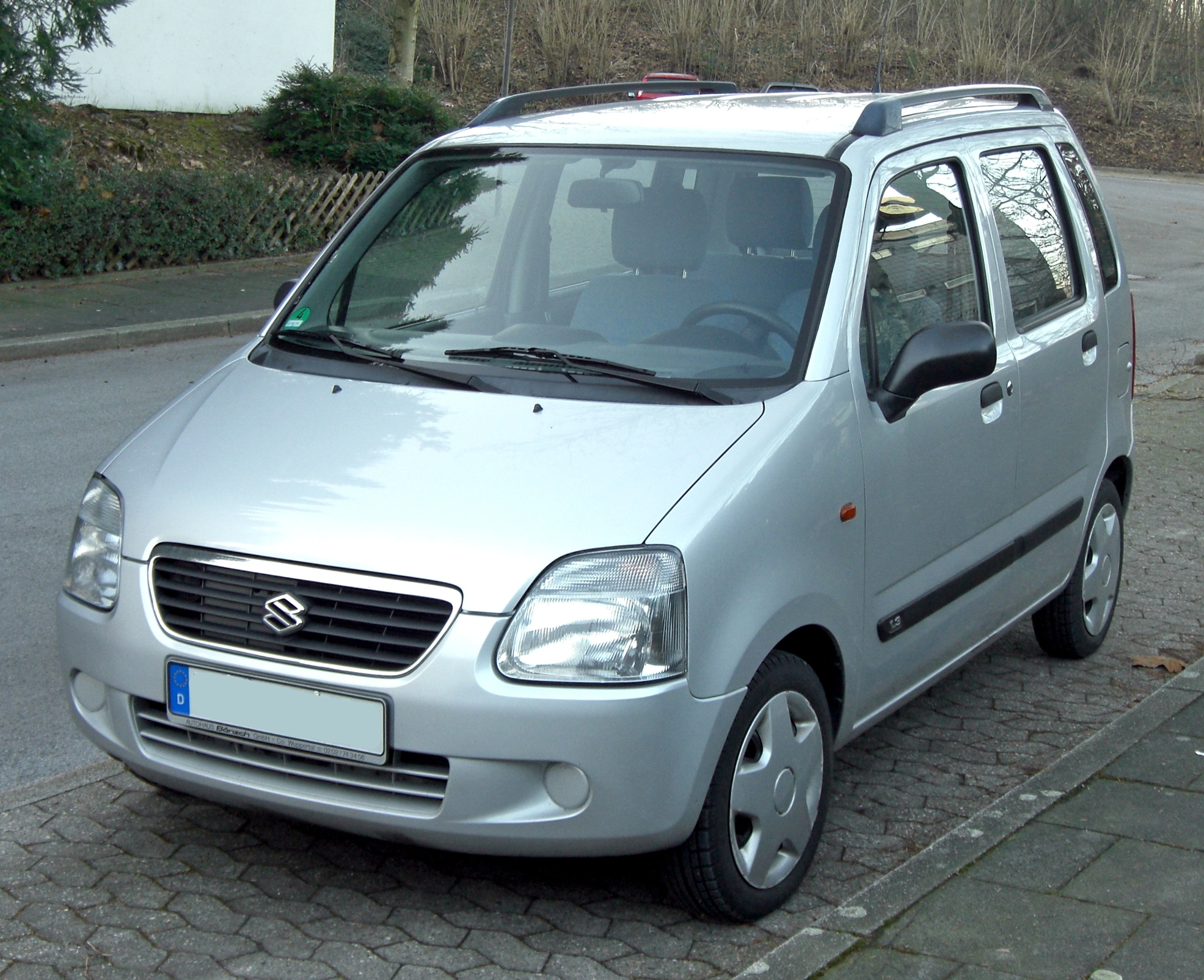
Europejski Suzuki Wagon R+ II
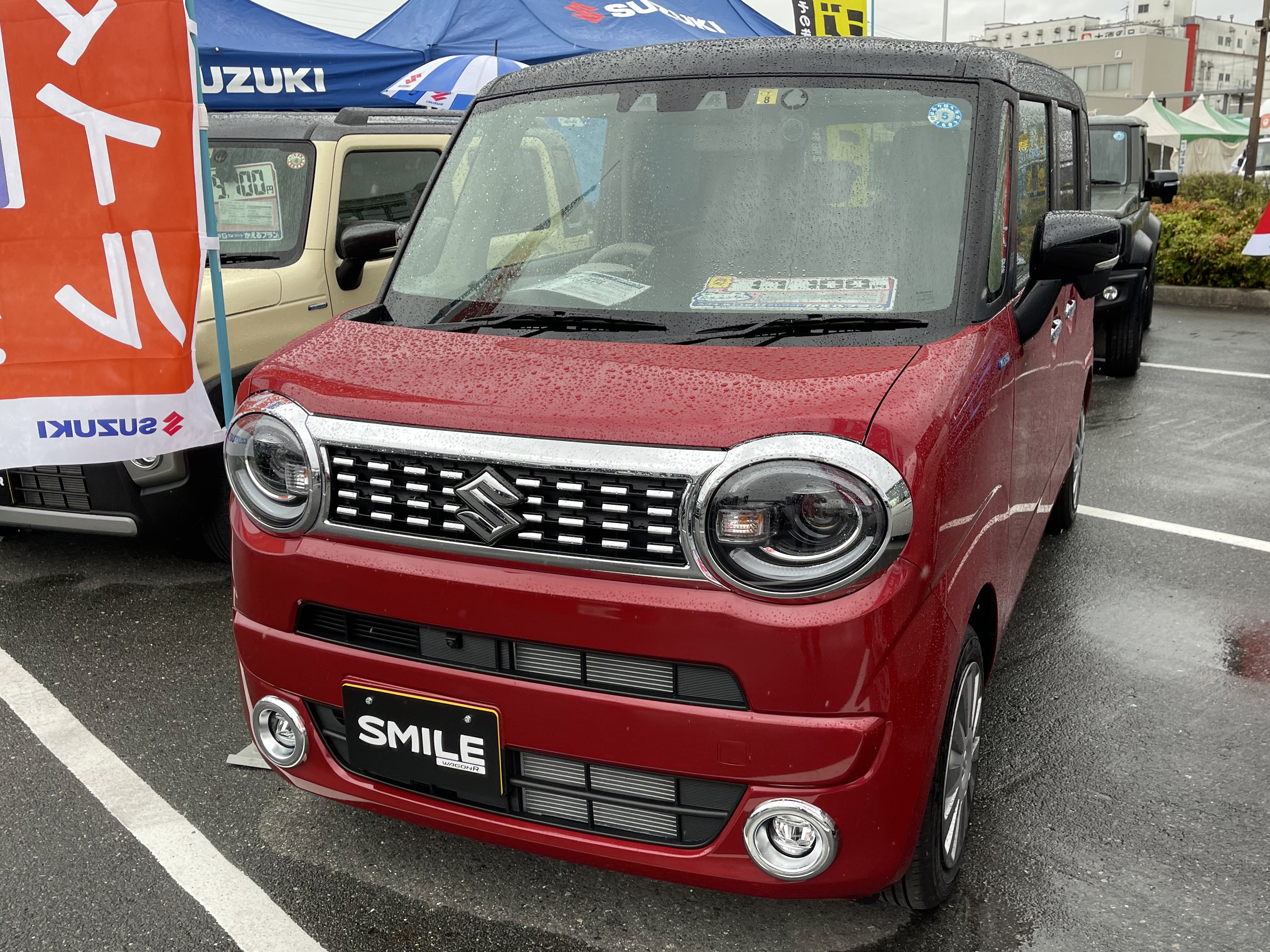
Wagon R Smile Hybrid X
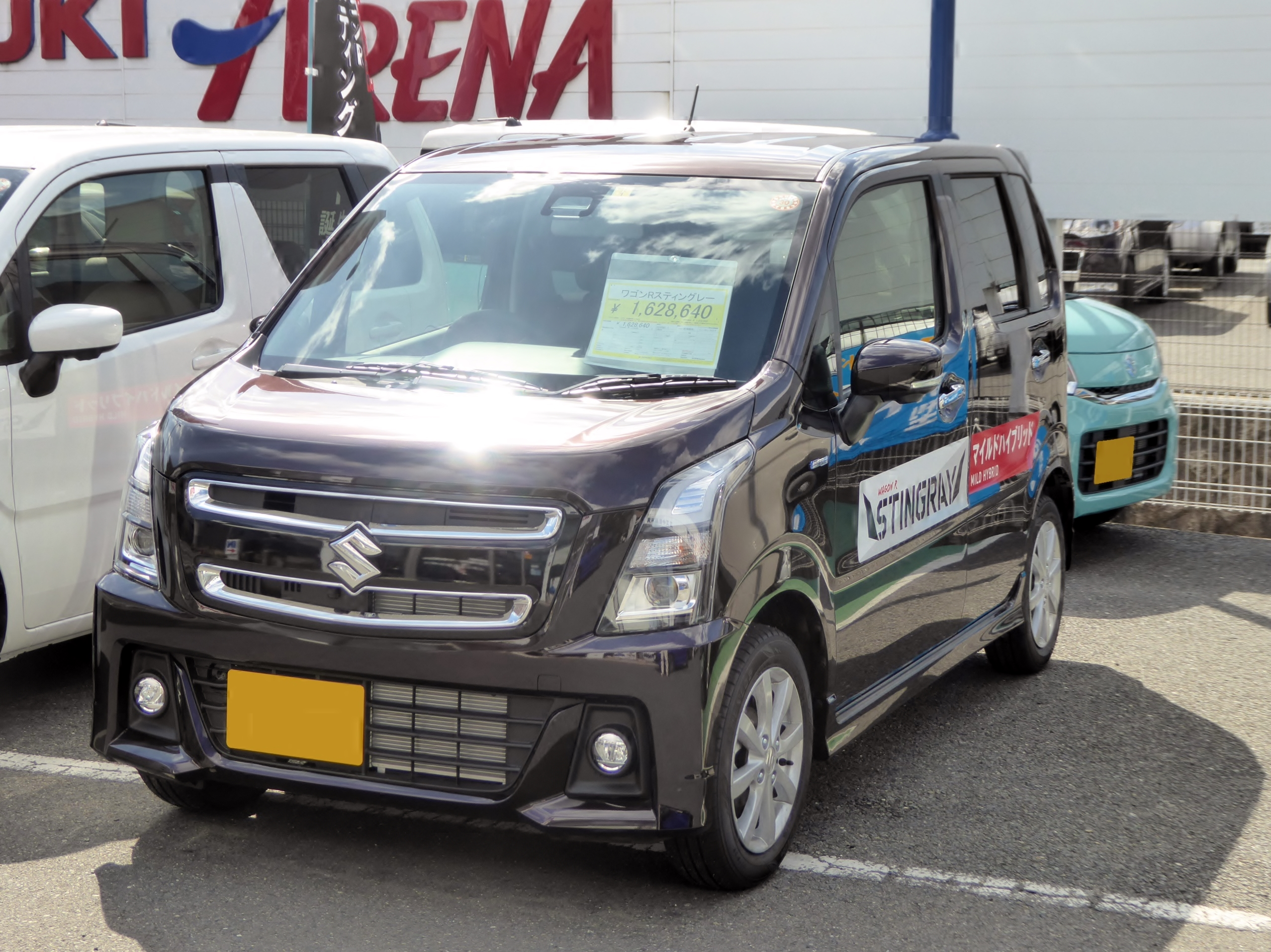
Wagon R Stingray Hybrid